# Cromossoma 18

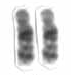
Par de cromossoma 18

O cromossomo 18 é um dos 23 pares de cromossomas do cariótipo humano. É um dos cromossomos mais pobres em genes. 

## Doenças
- Trissomia 18, ou Síndrome de Edward
- Protoporfiria eritropoiética
- Porfiria
- Mutismo seletivo
- Síndrome de Edwards